# Macedonia ai XX Giochi olimpici invernali
La Macedonia ha partecipato ai XX Giochi olimpici invernali di Torino, che si sono svolti dal 10 al 26 febbraio 2006, con una delegazione di sei atleti.

## Sci alpino
| Gara    | Atleta           | 1° manche  | 2° manche  | Tempo totale | Posizione |
| ------- | ---------------- | ---------- | ---------- | ------------ | --------- |
| Slalom  | Gjorgi Markovski | 1'04"03    | non finito |              |           |
| Gigante | Gjorgi Markovski | non finito |            |              |           |

| Gara    | Atleta         | 1° manche | 2° manche | Tempo totale | Posizione |
| ------- | -------------- | --------- | --------- | ------------ | --------- |
| Slalom  | Ivana Ivcevska | 52"40     | 57"73     | 1'50"13      | 48        |
| Gigante | Ivana Ivcevska | 1'13"89   | 1'23"47   | 2'37"36      | 40        |

## Sci di fondo
| Gara                   | Atleta            | Tempo d'arrivo | Posizione |
| ---------------------- | ----------------- | -------------- | --------- |
| 15 km tecnica classica | Darko Damjanovski | 48'33"7        | 84        |